# Coulanges, Allier
Coulanges är en kommun i departementet Allier i regionen Auvergne-Rhône-Alpes i de centrala delarna av Frankrike. Kommunen ligger  i kantonen Dompierre-sur-Besbre som ligger i arrondissementet Moulins. År 2022 hade Coulanges 292 invånare.

## Befolkningsutveckling
Antalet invånare i kommunen Coulanges
Referens: INSEE